# Heinz Schreiber
Heinz Schreiber (ur. 24 listopada 1942 w Solingen) – niemiecki polityk, samorządowiec i nauczyciel, parlamentarzysta krajowy, poseł do Parlamentu Europejskiego II kadencji.

## Życiorys
Od 1949 do 1957 uczył się w szkole podstawowej w Solingen, a od 1957 do 1963 w szkole średniej w Wuppertal-Barmen. Następnie odbył roczną służbę wojskową. W latach 1964–1969 studiował handel i ekonomię na Uniwersytecie Kolońskim, uzyskując tytuł Diplom-Kaufmann. Później od 1970 do 2003 był zatrudniony w szkołach dla dorosłych w Bergneustadt i Freudenbergu, powiązanych z Fundacją im. Friedricha Eberta. Należał do rad pracowniczych, był też członkiem związków zawodowych Arbeiterwohlfahrt (kierował jego oddziałem w jednej z dzielnic Solingen, odszedł na emeryturę w 2013) i ÖTV (zrzeszającym pracowników administracji i transportu).
W 1963 został członkiem Socjaldemokratycznej Partii Niemiec. Sprawował kierownicze stanowiska regionalne w młodzieżówce Jusos, zaś od 1975 do 1978 kierował strukturami SPD w dzielnicy Solingen-Mitte. W latach 1970–1972 i 1994–1999 pozostawał radnym miejskim w Solingen. Od 1972 do 1983 zasiadał w Bundestagu trzech kadencji. W latach 1977–1979 po raz pierwszy zasiadał w Parlamencie Europejskim, w 1984 uzyskał zaś mandat posła w wyborach bezpośrednich. Przystąpił do grupy socjalistycznej, należał m.in. do Komisji ds. Polityki Regionalnej i Planowania Regionalnego, Komisji ds. Kontroli Budżetu oraz Komisji ds. Gospodarczych i Walutowych oraz Polityki Przemysłowej.